# Liste der Kulturdenkmale in Grünhain-Beierfeld

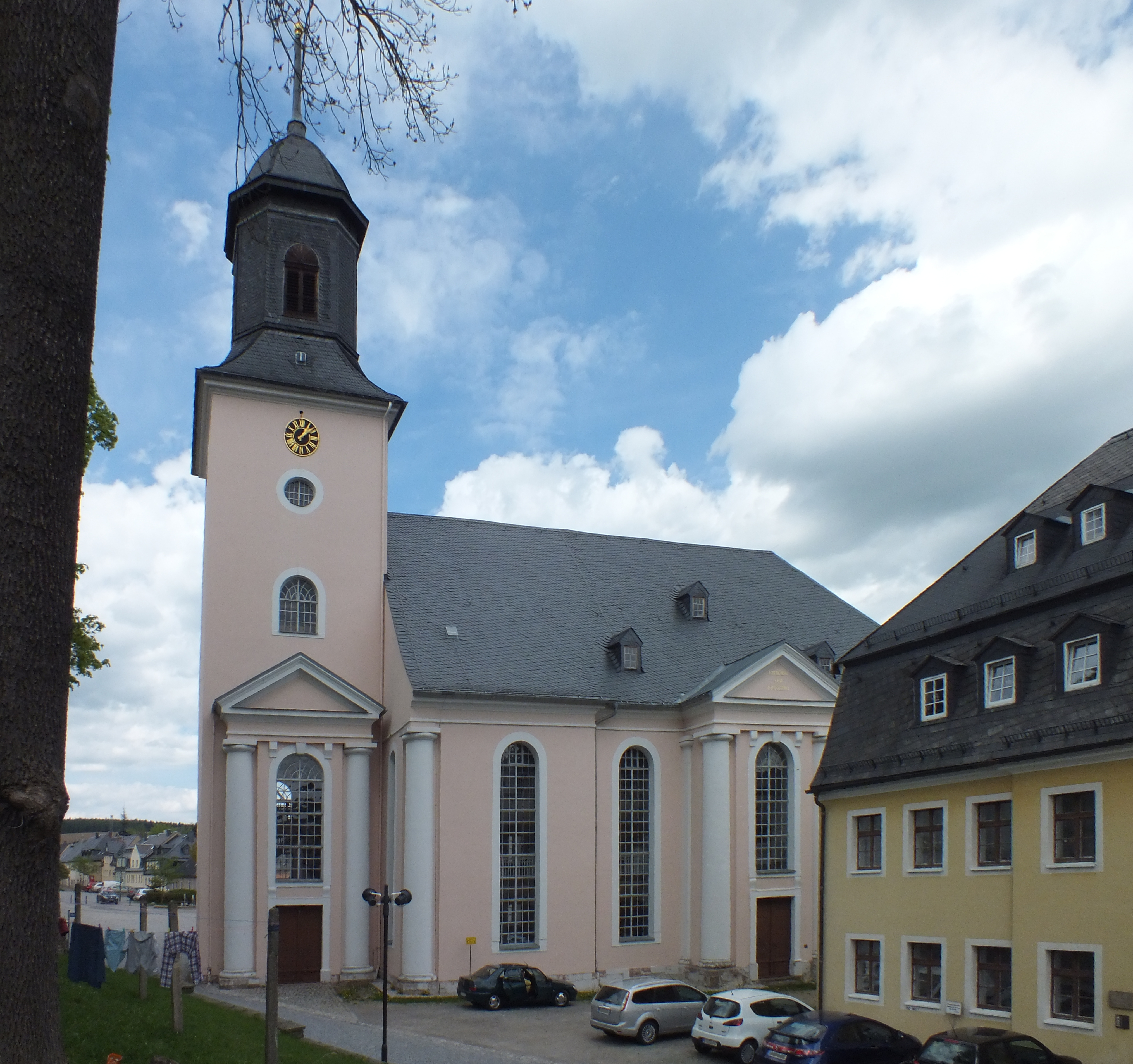
Nicolaikirche in Grünhain

Die Liste der Kulturdenkmale in Grünhain-Beierfeld enthält die Kulturdenkmale in Grünhain-Beierfeld.
Diese Liste ist eine Teilliste der Liste der Kulturdenkmale in Sachsen.

## Legende
- Bild: Bild des Kulturdenkmals, ggf. zusätzlich mit einem Link zu weiteren Fotos des Kulturdenkmals im Medienarchiv Wikimedia Commons. Wenn man auf das Kamerasymbol klickt, können Fotos zu Kulturdenkmalen aus dieser Liste hochgeladen werden:
- Bezeichnung: Denkmalgeschützte Objekte und ggf. Bauwerksname des Kulturdenkmals
- Lage: Straßenname und Hausnummer oder Flurstücknummer des Kulturdenkmals. Die Grundsortierung der Liste erfolgt nach dieser Adresse. Der Link (Karte) führt zu verschiedenen Kartendiensten mit der Position des Kulturdenkmals. Fehlt dieser Link, wurden die Koordinaten noch nicht eingetragen. Sind diese bekannt, können sie über ein Tool mit einer Kartenansicht einfach nachgetragen werden. In dieser Kartenansicht sind Kulturdenkmale ohne Koordinaten mit einem roten bzw. orangen Marker dargestellt und können durch Verschieben auf die richtige Position in der Karte mit Koordinaten versehen werden. Kulturdenkmale ohne Bild sind an einem blauen bzw. roten Marker erkennbar.
- Datierung: Baubeginn, Fertigstellung, Datum der Erstnennung oder grobe zeitliche Einordnung entsprechend des Eintrags in der sächsischen Denkmaldatenbank
- Beschreibung: Kurzcharakteristik des Kulturdenkmals entsprechend des Eintrags in der sächsischen Denkmaldatenbank, ggf. ergänzt durch die dort nur selten veröffentlichten Erfassungstexte oder zusätzliche Informationen
- ID: Vom Landesamt für Denkmalpflege Sachsen vergebene, das Kulturdenkmal eindeutig identifizierende Objekt-Nummer. Der Link führt zum PDF-Denkmaldokument des Landesamtes für Denkmalpflege Sachsen. Bei ehemaligen Kulturdenkmalen können die Objektnummern unbekannt sein und deshalb fehlen bzw. die Links von aus der Datenbank entfernten Objektnummern ins Leere führen. Ein ggf. vorhandenes Icon  führt zu den Angaben des Kulturdenkmals bei Wikidata.

## Grünhain
| Bild                                    | Bezeichnung | Lage                                     | Datierung                 | Beschreibung | ID       |
| --------------------------------------- | --- | ---------------------------------------- | ------------------------- | --- | -------- |
| Direkt Bild zu diesem Denkmal hochladen | Stützmauer mit Treppenaufgang und Geländer                                                                        | Auer Straße (Karte)                      | um 1890                   | Entlang der nördlichen Marktseite, Trennung zwischen Straßenraum und Markt, ortsbildprägend von Bedeutung. | 09229165 |
| Direkt Bild zu diesem Denkmal hochladen | Mietshaus in offener Bebauung                                                                                     | Auer Straße 1 (Karte)                    | 1903                      | 1903 in französischem Stil erbauter Putzbau, baugeschichtlich von Bedeutung. Eingeschossig mit Mansarddach und Ecktürmchen, verputzt, Fenster in Stuckrahmen mit Konsolen. Massivbau | 09229166 |
| Direkt Bild zu diesem Denkmal hochladen | Wohnhaus in geschlossener Bebauung                                                                                | Auer Straße 12 (Karte)                   | 2. Hälfte 18. Jahrhundert | Putzbau mit Kreuzgratgewölben im Treppenhaus, baugeschichtlich und ortsentwicklungsgeschichtlich von Bedeutung. Vor 1870 erbaut, ehemalige Fleischerei, zweigeschossig mit Krüppelwalmdach mit halbem Schopf, Außenwände massiv, verputzt, Treppenhaus mit Kreuzgratgewölben über beide Geschosse, über Erdgeschossteil dreilagige Kreuzbalkendecke von 47 Zentimeter Stärke, Naturstein-Kellergewölbe | 09229170 |
| Direkt Bild zu diesem Denkmal hochladen | Wohnhaus (Apotheke) in halboffener Bebauung, mit rückwärtigem Anbau                                               | Auer Straße 14 (Karte)                   |                           | Barocker Putzbau in gutem Originalzustand, im Inneren Kreuzgratgewölbe, baugeschichtlich und ortsgeschichtlich von Bedeutung. | 09229171 |
| Direkt Bild zu diesem Denkmal hochladen | Wohnhaus in halboffener Bebauung                                                                                  | Auer Straße 16 (Karte)                   | um 1790                   | Barocker Putzbau mit Krüppelwalmdach, baugeschichtlich von Bedeutung. | 09229172 |
| Direkt Bild zu diesem Denkmal hochladen | Wohnhaus in geschlossener Bebauung                                                                                | Auer Straße 20 (Karte)                   | um 1700                   | Putzbau mit Kreuzgrat- und Netzgewölbe im Erdgeschoss, baugeschichtlich und hausgeschichtlich von Bedeutung. Um 1700 erbaut, um 1900 Anbau des Fabrikationsgebäudes, Satteldach zum dritten Geschoss umgeändert, Außenwände massiv, verputzt, Gewölbekeller. | 09229173 |
| Direkt Bild zu diesem Denkmal hochladen | Wohnhaus in geschlossener Bebauung                                                                                | Auer Straße 24 (Karte)                   | vor 1800                  | Putzbau mit Kreuzgratgewölben im Ladenbereich, baugeschichtlich von Bedeutung. Erbaut um 1800, 1954 verändert und rekonstruiert, zweigeschossiger Massivbau mit Mansarddach, verputzt, Erdgeschossdecke teilweise Kreuzgrat-Gewölbe, Obergeschoss-Außenwände Entlastungsbögen, Naturstein-Kellergewölbe. | 09229174 |
| Direkt Bild zu diesem Denkmal hochladen | Wohnhaus in offener Bebauung                                                                                      | Auer Straße 28 (Karte)                   | um 1700                   | Putzbau mit Walmdach, baugeschichtlich von Bedeutung. Baujahr zirka 1700, zirka 1960 Eingang nach hinten verlegt und Gewölbe im Erdgeschoss entfernt, Treppe massiv mit Kreuzgrat-Gewölben, Außenwände massiv, zweigeschossig, Walmdach, verputzt. | 09229176 |
| Direkt Bild zu diesem Denkmal hochladen | Wohnhaus in halboffener Bebauung                                                                                  | Auer Straße 40 (Karte)                   | 1624                      | Ehemalige Apotheke, später Gasthaus, Putzbau mit Mansarddach, baugeschichtlich von Bedeutung. Erbaut 1624 (Urkunde von 1798), zweigeschossiger verputzter Massivbau mit Mansarddach, Erdgeschossdecke teilweise gewölbt, Treppe massiv, Gewölbe, im Erdgeschoss Schiefer-Großplatten-Fußboden, Gewölbekeller, war ursprünglich Apotheke, dann Gaststätte. | 09229179 |
| Direkt Bild zu diesem Denkmal hochladen | Wohnhaus in geschlossener Bebauung                                                                                | Auer Straße 42 (Karte)                   | um 1800                   | Putzbau mit Satteldach, baugeschichtlich von Bedeutung. Um 1800, zweigeschossiger Massivbau, verputzt, Satteldach, Treppenhaus massiv, gewölbt bis zum Dach, Türeinfassung spätklassizistisch, Fenstergewände teilweise aus Naturstein. | 09229180 |
| Direkt Bild zu diesem Denkmal hochladen | Turnhalle | Auer Straße 78 (Karte)                   | um 1930                   | Baugeschichtlich und sozialgeschichtlich von Bedeutung. Lang gestreckter, eingeschossiger Putzbau mit Satteldach, zwei Dachhäuschen und kleinem Dachreiter, expressionistisch gestalteter Eingangsbereich an der Giebelseite sowie zwei seitliche kleinere Fenster mit äußeren Fenstergittern, im ersten Drittel des Gebäudes vermutlich Umkleideräume, dort kleine Fenster mit charakteristischen Kreuzsprossen, im Bereich der Turnhalle fünf vorgelagerte Stützpfeiler in Natursteinmauerwerk (Westseite), Ostseite etwas verändert. | 09306136 |
| Weitere Bilder                          | Kurhaus | Auer Straße 84 (Karte)                   | bezeichnet 1897/1898      | Architektonisch anspruchsvoller Klinkerbau, baugeschichtlich und ortsgeschichtlich von Bedeutung. Breit lagernder Klinkerbau, zweigeschossig mit Mittelrisalit, roter Klinker, Sockel Polygonmauerwerk, Balkone aus Holz, aufwändige Schwebegiebel, hoher Dachreiter. | 09229193 |
| Direkt Bild zu diesem Denkmal hochladen | Grabmal Hecker | Beierfelder Weg (Karte)                  | 1920                      | Grabstätte für Prof. Dr. Richard Hecker und Pfarrfrau Elfriede Friedrich, geborene Hecker auf dem ehemaligen Friedhof in Grünhain, regionalhistorisch bedeutsam. | 09229183 |
| Direkt Bild zu diesem Denkmal hochladen | Wohnhaus in offener Bebauung                                                                                      | Beierfelder Weg 2 (Karte)                | um 1820                   | Obergeschoss Fachwerk, baugeschichtlich und straßenbildprägend von Bedeutung. Um 1820 erbaut, Erdgeschoss massiv Naturstein, Obergeschoss Fachwerk, Gewölbekeller, Einbau Laden mit Schaufenstern 1927. | 09229184 |
|                                         | Schule | Beierfelder Weg 6 (Karte)                | 1812                      | Stattlicher Putzbau in zentraler Lage vor der Kirche, baugeschichtlich, ortsgeschichtlich und platzbildprägend von Bedeutung. Zweigeschossiger Bau aus Bruchstein, verputzt, mit Naturstein-Fenstergwänden, Mansarddach mit Spitzdachgauben, Walmdach, Schieferdeckung. | 09229186 |
| Weitere Bilder                          | Wohnhaus in halboffener Bebauung                                                                                  | Burgstraße 2 (Karte)                     | vor 1800                  | In alter erzgebirgischer Fachwerkbauweise erbaut, im Innern Reste der einstigen Schmiedewerkstatt, ortsgeschichtlich und baugeschichtlich von Bedeutung. Erbaut vor 1800 als Schmiede, Erdgeschoss massiv, verputzt mit Resten der Schmiedewerkstatt und Gewölben im hangseitigen Teil, Obergeschoss Fachwerk sichtbar, Satteldach. | 09229189 |
| Weitere Bilder                          | Wandbrunnen mit Geländer                                                                                          | Burgstraße 2 (vor) (Karte)               | Ende 19. Jahrhundert      | Ortsgeschichtlich von Bedeutung. Bogenförmiger Wandbrunnen aus Naturstein mit plastischem Kopf eines Mönches als Wasserspeier. | 09229187 |
| Weitere Bilder                          | Wohnhaus in geschlossener Bebauung                                                                                | Burgstraße 4 (Karte)                     | um 1700                   | In alter erzgebirgischer Fachwerkbauweise erbaut, baugeschichtlich von Bedeutung. Erbaut zirka 1700, zweigeschossig, Satteldach, Erdgeschoss massiv, verputzt, Obergeschoss Fachwerk sichtbar. | 09229190 |
| Direkt Bild zu diesem Denkmal hochladen | Mietshaus in offener Bebauung                                                                                     | Burgstraße 26 (Karte)                    | 1904                      | Verzierter Backsteinbau mit Naturstein-Gewänden, baugeschichtlich von Bedeutung. 1904 im Zusammenhang mit dem Neubau des gesamten Bahnhofs errichtet, verzierter Backsteinbau mit Naturstein-Gewänden und Bossenquadern an den Gebäudeecken, zweigeschossig mit Walmdach, Schieferdeckung. | 09229194 |
| Weitere Bilder                          | Mühlengebäude | Elterleiner Straße 6 (Karte)             | bezeichnet 1738           | In alter erzgebirgischer Fachwerkbauweise errichtet (heute als Gasthaus genutzt), baugeschichtlich und ortsgeschichtlich von Bedeutung. Zweigeschossiges Mühlengebäude in alter erzgebirgischer Fachwerkbauweise, heute als Gasthaus genutzt, Türbezeichnung „1738“, Satteldach mit Schiefereindeckung. | 09229195 |
| Direkt Bild zu diesem Denkmal hochladen | Gasthaus | Fürstenbrünner Straße 2 (Karte)          | 1. Hälfte 19. Jahrhundert | Aus der Zeit der sogenannten Zwanzigergemeinde, einfacher, zweigeschossiger Bau mit einseitigem Krüppelwalmdach, baugeschichtlich und ortsgeschichtlich von Bedeutung. Zweigeschossig mit einseitigem Krüppelwalm, Schieferdeckung, Erdgeschoss verputzt, Obergeschoss verschiefert. | 09229196 |
| Weitere Bilder                          | St.-Nicolai-Kirche                                                                                                | Markt (Karte)                            | 1808–1812                 | An der südlichen Marktseite gelegene spätklassizistische Hallenkirche mit südwestlich vorgelegtem Turm, im Innern zweigeschossige Emporen, baugeschichtlich, ortsbildprägend und kunstgeschichtlich von Bedeutung. St. Nikolai-Kirche (evangelische lutherisch), Putzbau mit geradem Chorschluss, Gliederung der Fassade durch Seiten- und Mittelrisalite, Lisenen und hohe Rundbogenfenster, spätklassizistische Hallenkirche mit zwei Emporen, südwestlich vorgelegter Turm über quadratischem Grundriss1808/1812 von Baumeister Johann Traugott Lohse aus Schlettau errichtet, 1911/12 innere Umgestaltung durch Zapp & Basarke, 1949 Dachstuhl erneuert, 1980 Außenrenovierung, Erster Bau stand vermutlich schon 1150 und wurde 1632 wieder aufgebaut und 1807 beim großen Stadtbrand zerstört. | 09229203 |
|                                         | Pfarrhaus mit vorgelagerter Treppe und Stützmauer                                                                 | Markt 1 (Karte)                          | 1835                      | Putzbau mit Krüppelwalmdach, Zugang über zweiläufige steinerne Treppe, baugeschichtlich und ortsgeschichtlich von Bedeutung. An dieser Stelle stand schon 1539 das Pfarrhaus (Geburtshaus des Kirchenkomponisten Joh. Hermann Schein, geboren 20. November 1586), brannte im November 1632 ab und wurde bis 1644 neu errichtet, bereits 1653 erneut abgebrannt, bis 1656 wieder aufgebaut, 1834/1835 wurde der Vorgängerbau wegen Baufälligkeit abgerissen, 1835 heutiger Steinbau mit Krüppelwalmdach errichtet, verputzt, Natursteingewände, Mittelrisalit. | 09229204 |
| Direkt Bild zu diesem Denkmal hochladen | Ehemaliges Gewandhaus (heute Wohnhaus)                                                                            | Markt 6 (Karte)                          | 1807                      | Putzbau mit bemerkenswertem Portal, baugeschichtlich und ortsgeschichtlich von Bedeutung. Nach Stadtbrand 1807 erbaut, dreigeschossiger Putzbau mit dreiachsigem Mittelrisalit mit korbbogenförmigem Giebel, Fenster- und Türgewände Naturstein, verzierte Holztür, innen Steintreppenhaus mit Kreuzgrat-Gewölben, teilweise noch verzierte Stuckdecken, Fußboden im Treppenhaus aus großen Naturschieferplatten, seit 1719 Handelshaus für Tücher, dann Haus für Musikfeste der Bürgerschaft. | 09229206 |
| Direkt Bild zu diesem Denkmal hochladen | Wohnhaus in offener Bebauung                                                                                      | Pförtelsteig 1 (Karte)                   | vor 1870                  | Obergeschoss Fachwerk verschiefert, baugeschichtlich und städtebaulich von Bedeutung. Häuslerhaus, erbaut vermutlich vor 1870, zweigeschossig mit Satteldach, Schiefer, Erdgeschoss massiv verputzt, Obergeschoss Fachwerk verschiefert. | 09229207 |
|                                         | Rathaus | Schwarzenberger Straße 10 (Karte)        | 1898                      | Zweigeschossiges Verwaltungsgebäude, verzierter Ziegelbau im Stil des Historismus, baugeschichtlich und ortsgeschichtlich von Bedeutung. 1898 erbaut, verzierter Backsteinbau, Historismus, zweigeschossig, Satteldach mit Dachhaus über vorspringender Eingangsachse, Dach Schiefer. | 09229209 |
|                                         | Wohnhaus in offener Bebauung                                                                                      | Schwarzenberger Straße 12 (Karte)        | 18. Jh. oder älter        | Zeit- und landschaftstypischer Fachwerkbau mit Andreaskreuzen, baugeschichtlich, hausgeschichtlich und straßenbildprägend von Bedeutung. Baujahr vor 1800, zweigeschossig, Satteldach, Erdgeschoss massiv, verputzt, Obergeschoss Fachwerk, Giebel senkrechte Holzschalung (früher Holzschindeln?), Gewölbekeller. | 09229210 |
| Direkt Bild zu diesem Denkmal hochladen | Ackerbürgerhaus in offener Bebauung                                                                               | Schwarzenberger Straße 21 (Karte)        | bezeichnet 1902           | Klinkerbau in prägnanter Ecklage mit Ziergliederung an der Fassade und Tordurchfahrt, baugeschichtlich von Bedeutung. Ackerbürgerhaus, anstelle eines im Zuge des Baus der Talstraße abgerissenen Vorgängerbauten errichtet, Historismus, roter Klinkerbau mit gelben Klinker-Zierfriesen, zweigeschossig mit Satteldach, Dachboden mit Heutor und Aufzug. | 09229214 |
| Direkt Bild zu diesem Denkmal hochladen | Wohnhaus (wohl ehemaliges Ackerbürgerhaus) mit südwestlichem Seitengebäude in Ecklage und rückwärtigem Hofgebäude | Zwönitzer Straße 1 (Karte)               | um 1800                   | Ortsbildprägende Hofanlage mit stattlichem Fachwerkwohnhaus, baugeschichtlich und ortsentwicklungsgeschichtlich von Bedeutung. Erbaut um 1800, noch vollständig erhaltene Hofanlage, ursprüngliche Hofeinfahrt vermauert, Nutzung als Metzgerei, dann Gastwirtschaft, zuletzt Ladeneinbau um 1956, - Hauptgebäude: Erdgeschoss massiv, Obergeschoss Sichtfachwerk, Mansarddach mit Schopf, - Südwestliches Seitengebäude: Erdgeschoss massiv, Obergeschoss Fachwerk, straßenseitig verputzt, Hofseite Sichtfachwerk, Satteldach, Anbau später verputzt, - Nördliches Seitengebäude (Hintergebäude): Teilweise massiv verputzt, teilweise Holzverschalung. | 09229216 |
| Direkt Bild zu diesem Denkmal hochladen | Ehemaliges Gasthaus (heute Wohnhaus) in halboffener Bebauung und Ecklage                                          | Zwönitzer Straße 2 (Karte)               | um 1800                   | Stattlicher Bau mit verkleidetem Fachwerkgiebel, baugeschichtlich und straßenbildprägend von Bedeutung. Erbaut vermutlich um 1800, ursprünglich Gastwirtschaft, 1911 Ladeneinbau, zweigeschossig, Mansardgeschoss, Krüppelwalmdach, beide Hauptgeschosse verputzt, Fachwerkgiebel verkleidet. | 09229217 |
| Direkt Bild zu diesem Denkmal hochladen | Wohnhaus (Obergeschoss Fachwerk) in halboffener Bebauung, im Innern Wäschemangel                                  | Zwönitzer Straße 3 (Karte)               | Mitte 19. Jahrhundert     | Wohnhaus mit verkleidetem Fachwerkobergeschoss, baugeschichtlich von Bedeutung. Wohnhaus mit Werkstatt, Erdgeschoss massiv, verputzt, Obergeschoss Fachwerk verschiefert (ursprünglich Fachwerk sichtbar), Alte Steinkasten-Wäschemangel noch vorhanden. | 09229218 |
| Weitere Bilder                          | Sachgesamtheit Ehemaliges Zisterzienser-Kloster St. Maria und St. Nikolaus                                        | Zwönitzer Straße 12; 14; 14a; 16 (Karte) |                           | Anlage von besonderer baugeschichtlicher und geschichtlicher Bedeutung. Mit folgenden Einzeldenkmalen: - Fundamente der ehemaligen Klosterkirche, sogenannter Fuchsturm, sogenanntes Waschhaus, - Nebengebäude südlich des Amtshauses (Nr. 12), - Nebengebäude (Nr. 14a) sogenannter Langschuppen/Speicher (Nr. 16), umlaufende Einfriedungsmauer (siehe Einzeldenkmale 09229222) - und ehemaliges Amtshaus (Nr. 14) (siehe Einzeldenkmal 09229221) - sowie das gesamte Klostergelände als Sachgesamtheitsteil. | 09305960 |
|                                         | Einzeldenkmale der Sachgesamtheit Ehemaliges Zisterzienser-Kloster St. Maria und St. Nikolaus                     | Zwönitzer Straße 12; 14a; 16 (Karte)     | 1235                      | Anlage von besonderer baugeschichtlicher und geschichtlicher Bedeutung. - Klosteranlage von Meinherr II. Burggraf von Meißen 1232 gestiftet (Zisterzienserkloster), 1235 Einzug des Konvents von Sittichenbach, 1536 säkularisiert, von der ehemaligen Klosterkirche (dreischiffige kreuzförmige Basilika mit rechtwinkligem Sanktuarium, Umgang und Kapellen) nur verschüttete Grundmauern erhalten, umlaufende Klostermauer (zirka 2 Kilometer lang, um 1235), - Sogenannter Fuchsturm: frei stehendes turmartiges Gebäude (um 1235 angelegt, nach 1648 Wiederaufbau, im 19./20. Jahrhundert überbaut), - Südlich an das Amtshaus angebautes Nebengebäude (Nummer 12, 1840(?)), - Nördlich des Amtshauses gelegenes Waschhaus (um 1830) eingeschossiger Bruchsteinbau mit Satteldach, - Östlich des Amtshauses gelegenes Nebengebäude (Nummer 14a): breit gelagerter eingeschossiger Putzbau mit späterem Anbau, Satteldach, - Speichergebäude oder ehemaliger Langschuppen (heute Wohnhaus, Nummer 16): zweigeschossig, Erdgeschoss Bruchsteinmauerwerk, Obergeschoss verbrettertes Fachwerk, Satteldach, um 1930 als Wohnhaus errichtet, im Kern wohl älter. | 09229222 |
| Weitere Bilder                          | Ehemaliges Amtshaus                                                                                               | Zwönitzer Straße 14 (Karte)              | 1832 (Amtshaus)           | Spätklassizistischer Putzbau am Eingang des Klostergeländes, baugeschichtlich, ortsgeschichtlich und platzbildprägend von Bedeutung. Einzeldenkmal der Sachgesamtheit Ehemaliges Zisterzienser-Kloster St. Maria und St. Nikolaus: (siehe auch Sachgesamtheitsdokument für Obj. 09305960) Lang gestreckter dreigeschossiger Putzbau mit dreiachsigem Mittelrisalit und Walmdach, Gesimse, Fenster- und Türgewände aus Porphyr, im Hausflur Kreuzgratgewölbe, von Porphyrsäulen getragenes Treppenhaus. | 09229221 |
| Weitere Bilder                          | Postmeilensäule                                                                                                   | Zwönitzer Straße 14 (vor) (Karte)        | um 1726, Kopie            | Kopie einer Distanzsäule, ortsgeschichtlich und verkehrsgeschichtlich von Bedeutung. Kopie einer Kursächsischen Distanzsäule, vor dem ehemaligen Kloster Grünhain, später Amthaus, besteht aus Granit. Sie trägt keine Jahreszahl und besitzt nur an zwei nebeneinanderliegenden Sieten Entfernungsinschriften, ist jedoch keine Torsäule. Das Posthornzeichen ist außergewöhnlicherweise nach links geöffnet. Die Säule wurde wahrscheinlich vom Johanngeorgenstädter Steinmetzmeister Matthias Lambacher gefertigt. Sie ist der Ersatz für zwei Ganzmeilensäulen der Postkurse Chemnitz–Stollberg–Schwarzenberg–Johanngeorgenstadt und Schneeberg–Annaberg, die unterschiedliche Reihennummern gehabt hätten. Schließlich einigte man sich darauf, auf die Ganzmeilensäulen zu verzichten und stattdessen nur die Distanzsäule aufzustellen. Die Säule war Gegenstand von (handgreiflichen) Auseinandersetzungen der hiesigen Bevölkerung und dem Amtsverwalter, so dass daraus auch eine ortsgeschichtliche Bedeutung resultiert. Im Jahre 1722 begann man im Kurfürstentum Sachsen mit der Aufstellung der Kursächsischen Postmeilensäulen. Kurfürst Friedrich August I. wollte hierdurch ein zeitgemäßes Verkehrs- und Transportleitsystem im Kurfürstentum aufbauen, um Handel und Wirtschaft zu fördern. Er beauftragte mit Generalvollmacht Magister Adam Friedrich Zürner (1679–1742) mit der Durchführung. Das System der Postmeilensäulen umfasste Distanzsäulen, Viertelmeilensteine, Halb- und Ganzmeilensäulen. Die Distanzsäulen sollten in den Städten vor den Stadttoren, später nur auf den Marktplätzen aufgestellt werden. Entlang der Poststraßen wurden Viertelmeilensteine, Halb- und Ganzmeilensäulen aufgestellt. Sie erhielten eine fortlaufende Nummerierung (Reihennummer), beginnend vom Anfang der Vermessung. Die Ganzmeilensäulen wurden außerhalb der Städte an den Poststraßen im Abstand von 1 Meile (= 9,062 km) aufgestellt. Die Distanzsäulen waren mit dem Monogramm „AR“ für „Augustus Rex“, dem kursächsisch und polnisch-litauischen Doppelwappen sowie der polnischen Königskrone gekennzeichnet. Die Ganzmeilen-, Halbmeilensäulen und Viertelmeilensteine waren alle ähnlich beschriftet, alle trugen kein Wappen, aber das Monogramm „AR“. Die Entfernungsangaben erfolgten in Wegestunden (1 Stunde= ½ Postmeile = 4,531 km). Dieses Meilensystem war das erste europäische Verkehrsleitsystem. Der hier betrachteten Säule kommt als Teil des überregional bedeutenden Postwegesystems eine hohe verkehrsgeschichtliche Bedeutung zu. LfD/2013. | 09229215 |
| Direkt Bild zu diesem Denkmal hochladen | Villa | Zwönitzer Straße 28 (Karte)              | 1926/1928                 | Bau- und ortsgeschichtlich von Bedeutung | 09307543 |

## Beierfeld
| Bild                                    | Bezeichnung | Lage                                     | Datierung                       | Beschreibung | ID       |
| --------------------------------------- | --- | ---------------------------------------- | ------------------------------- | --- | -------- |
| Direkt Bild zu diesem Denkmal hochladen | Wirtschaftsgebäude des ehemaligen Rittergutes                                                                                       | August-Bebel-Straße 31 (Karte)           | um 1800                         | Wohnstallhaus mit Fachwerkobergeschoss in einer Haushälfte mit Verschieferung, baulich leicht überformt, baugeschichtlich und ortsbildprägend von Bedeutung. Erdgeschoss massiv, Fachwerk-Obergeschoss in einer Haushälfte mit Verschieferung, steiles Satteldach mit Schieferdeckung, Giebeldreiecke verkleidet. | 09299504 |
|                                         | Gasthaus mit Ballsaal | August-Bebel-Straße 39 (Karte)           | um 1900                         | Verbretterter Fachwerkbau mit späterem aufwändig gestaltetem Ballsaal, baugeschichtlich, ortsgeschichtlich und ortsbildprägend von Bedeutung. Großer Rechteckbau, eingeschossig mit Drempel, zu Gruppen zusammengefasste Rundbogenfenster, Drempel und Giebel mit Zierfachwerk, flachgeneigtes Krüppelwalmdach, Nutzung als Fest- und Tanzsaal. | 09299505 |
| Direkt Bild zu diesem Denkmal hochladen | Wohnstallhaus mit Wasserhaus, Scheune und Granitwassertrog eines Bauernhofes                                                        | August-Bebel-Straße 66 (Karte)           | Mitte 19. Jahrhundert           | Wohnstallhaus Obergeschoss Fachwerk, traditionelle Hofanlage von baugeschichtlicher und sozialgeschichtlicher Bedeutung. - Wohnhaus: Erdgeschoss Bruchstein verputzt, Obergeschoss Fachwerk, Türportal mit Schlussstein mit Ohrung, Fenster und Türen erneuert, Satteldach teilweise mit Schieferdeckung, neben Eingang Wasserhaus und Granitwassertrog, - Scheune: Dem Wohnhaus gegenüberstehend, eingeschossig, massiv, verputzt, zwei große Rundbogentore, Satteldach, schlitzförmige Lüftungsöffnungen. | 09299509 |
| Direkt Bild zu diesem Denkmal hochladen | Kirche mit Ausstattung und Denkmal für die Gefallenen des Deutsch-Französischen Krieges                                             | August-Bebel-Straße 71 (Karte)           | 1897–1898                       | Saalkirche mit eingezogenem Chor und Westturm, im Stil der Neorenaissance erbaut, baugeschichtlich, ortsgeschichtlich und ortsbildprägend von Bedeutung. Einzeldenkmale der Sachgesamtheit Christuskirche und Friedhof: (siehe auch Sachgesamtheitsdokument für Obj. 09300480) Emporensaal oberhalb des Friedhofs und der alten Peter-Paul-Kirche, (Baubeschreibung siehe Dehio 1998 S. 60f.), im Inneren unter anderem: Wandgemälde mit Kreuzigungsdarstellung von Johannes Raphael Wehle Dresden 1899, Neorenaissance-Holzkanzel von Albin Baumann aus Beierfeld, Brüstungsfelder mit Bemalung „Christi Geburt“ von Ludwig Otto aus Dresden, Apsisfenster von Carl August Schramm aus Dresden, Kircheisen-Orgel in Prospekt von Otto Paulig 1898. | 09299543 |
| Weitere Bilder                          | Sachgesamtheit Christuskirche und Friedhof                                                                                          | August-Bebel-Straße 71 (Karte)           | 2. Hälfte 19. Jahrhundert       | Zusammen mit der Kirche baugeschichtlich und ortsgeschichtlich bedeutsame Anlage. Sachgesamtheit mit folgenden Einzeldenkmalen: - Kirche mit Ausstattung und Denkmal für die Gefallenen des Deutsch-Französischen Krieges (siehe Einzeldenkmal 09299543), Grufthaus, - Sieben Grabanlagen und Denkmal für die Gefallenen des Ersten Weltkrieges (siehe Einzeldenkmale 09299536), - Allee von der Kirche zum Friedhof und Friedhofsgrün (Gartendenkmal) - sowie Friedhof und Einfriedungsmauer als Sachgesamtheitsteile. | 09300480 |
| Direkt Bild zu diesem Denkmal hochladen | Einzeldenkmale der Sachgesamtheit Christuskirche und Friedhof                                                                       | August-Bebel-Straße 71 (bei) (Karte)     | Mitte 19. Jh.                   | Baugeschichtlich und ortsgeschichtlich von Bedeutung. Grufthaus, sieben Grabanlagen und Denkmal für die Gefallenen des Ersten Weltkrieges (siehe auch Sachgesamtheitsdokument für Obj. 09300480): - Grufthaus Otto Bley über quadratischem Grundriss, Pilastergliederung, Gebälk, über jeder Seite ein Tympanon, Mitte 19. Jahrhundert, - 1. Grabmal Herold/Junghanns, um 1930, - 2. Grabmal Familie Frölich, 1911, - 3. Grabmal Paul Stiehler, um 1909, - 4. Grabmal Familie Schnepp, um 1909, - 5. Grabmal Familie Hermann Nier (Fabrikant), um 1910, personengeschichtlich bedeutsam, - 6. Grabmal Familie Ernst Zschiedrichsen, um 1915, - 7. Grabmal Familie Schneider, um 1920, Denkmal für die Gefallenen des Ersten Weltkrieges: bemerkenswerte Anlage mit Stele, Treppe, Blickachsen. | 09299536 |
| Direkt Bild zu diesem Denkmal hochladen | Wohnstallhaus, zwei Scheunen und Brunnenhaus eines Bauernhofes                                                                      | August-Bebel-Straße 72 (Karte)           | um 1800                         | Landschaftstypisches Ensemble von sozialgeschichtlicher und ortsbildprägender Bedeutung. - Wohnhaus: Zweigeschossig, giebelständig, Erdgeschoss Bruchstein verputzt, Türportal bezeichnet 1881, Obergeschoss Fachwerk, teilw. verputzt, ein Giebeldreieck verbrettert mit Heuaufzug, steiles Satteldach, - Scheunen: Zweigeschossig mit Anbau, Fachwerk mit Holzverkleidung, Satteldach, - Brunnenhaus: Zweigeschossig, Fachwerk verbrettert, flachgeneigtes Satteldach. | 09299510 |
| Direkt Bild zu diesem Denkmal hochladen | Ehemaliges Verwaltungsgebäude (heute Wohnhaus)                                                                                      | August-Bebel-Straße 77a (Karte)          | um 1910                         | Breit gelagerter Putzbau in gutem Originalzustand, baugeschichtlich von Bedeutung. Zweigeschossiger massiver Putzbau, breit lagernder Bau, Horizontale durch Fensterbank- und andere Gesimse betont, seitlich Hauseingang mit originaler Haustür mit Ziervergitterung, Eingang betont durch flankierende kannelierte Pilaster, die die Eingangsüberdachung stützen, Walmdach mit zwei Dachhechten entlang der Traufseite, Im Inneren: Bleiglasfenster im Treppenhaus, aufwändiges Treppenhaus mit gedrechseltem Holzgeländer. | 09299511 |
| Weitere Bilder                          | Ehemalige Schule (heute Rathaus) | August-Bebel-Straße 79 (Karte)           | 1900                            | Stattlicher Klinkerbau mit übergiebeltem Mittelrisalit, von ortsgeschichtlicher und ortsbildprägender Bedeutung. Drei- oder zweigeschossiger roter Klinkerbau mit Mittelrisalit, Erdgeschoss verputzt, Bau durch Putz-Bänder und Gesims horizontal gegliedert, Fenster durch Einfassungen und Verdachungen (Dreieckgiebel und waagerechtes Gebälk) betont, Giebeldreieck mit Rundbogenfenstern, Satteldach, bemerkenswerte Eingangsgestaltung mit kassettierter zweiflügliger Haustür, gesprosstem Oberlichtfenster und Türeinfassung mit Giebel, viertes Schulgebäude von Beierfeld, im Inneren originales Treppenhaus und Türen. | 09299512 |
| Direkt Bild zu diesem Denkmal hochladen | Wohnhaus in offener Bebauung | August-Bebel-Straße 93 (Karte)           | um 1900                         | Gut erhaltener Gründerzeitbau mit originaler Putzgliederung von städtebaulichem und baugeschichtlichem Wert. Ursprünglich Doppelhaus, heute ein Eingang zugesetzt, traufständig, zweigeschossig mit Mittelrisalit, Putzbau, im Erdgeschoss Putzquaderung, Ecklisenen, im Obergeschoss Lisenen fortgesetzt, zwischen Erdgeschoss und Obergeschoss Gurtgesims, Mittelrisalit ebenfalls mit Lisenen oder Pilastern, im Frontgiebel Rundfenster, Satteldach, städtebaulich markante Lage in einer Kurve an der Einmündung der Waschleither Straße. | 09299513 |
| Direkt Bild zu diesem Denkmal hochladen | Mietshaus in offener Bebauung | August-Bebel-Straße 142 (Karte)          | 1913                            | Im Reformstil der Zeit um 1910 errichteter markanter Putzbau, baugeschichtlich, städtebaulich und straßenbildprägend von Bedeutung. Rechteckiger Grundriss, zweigeschossig, Hauseingang mit Dreieckgiebelverdachung, halbrund vorspringender Treppenhausvorbau mit Glockendach, Hausecke ursprünglich Laden, geschweiftes Gurtgesims, Balkone und Wintergarten mit Fachwerk, Sockel Bruchsteinmauerwerk, an Hausecken und am Eingangsbereich Natursteinverblendung, hohes Mansardwalmdach. | 09299517 |
| Direkt Bild zu diesem Denkmal hochladen | Villa, Villengarten (Gartendenkmal) und Einfriedung                                                                                 | August-Bebel-Straße 174 (Karte)          | um 1930                         | Durch den Heimatstil geprägter Bau, Villa des Beierfelder Fabrikanten Nier, von baugeschichtlichem und ortsgeschichtlichem Wert. Am Ortsausgang liegende Villa in großem Gartengrundstück, Putzbau mit Natursteinsockel, Hauseingang sich öffnend mit Rundbogen, dieser mit Natursteinverkleidung, polygonale und halbrunde Erker, Fensterläden, Giebeldreieck Westseite verschindelt, steiles Satteldach, der halbrunde Erker mit Kegeldach. Im Inneren: originale Tür, Bleiglasfenster in Vorhalle, nach Süden hin erstreckt sich ein Terrassengarten. | 09299518 |
| Direkt Bild zu diesem Denkmal hochladen | Villa | August-Bebel-Straße 192 (Karte)          | um 1935                         | Zeittypischer Putzbau mit Walmdach, baugeschichtlich von Bedeutung. Zweigeschossiger Putzbau auf quadratischem Grundriss mit Natursteinsockel, Fensterbankgesims, kleiner halbrunder Erker straßenseitig, Walmdach mit Schieferdeckung. | 09299607 |
| Direkt Bild zu diesem Denkmal hochladen | Wohnstallhaus und Scheune eines Bauernhofes                                                                                         | Bernsbacher Straße 7 (Karte)             | um 1800                         | Ländliches Anwesen in Fachwerkbauweise, baugeschichtlich und ortsbildprägend von Bedeutung. - Wohnhaus: Mit Nachbarbebauung bauhistorisch bedeutsames Ensemble bildend, zweigeschossiger Putzbau, Erdgeschoss massiv, Obergeschoss Fachwerk verputzt oder teilweise massiv, Giebeldreiecke verkleidet, durch Hanglage teilweise eingeschossig, Krüppelwalmdach, Heuluke Traufseite straßenseitig. - Scheune: Eingeschossig, Fachwerk verbrettert, Satteldach. | 09299520 |
| Direkt Bild zu diesem Denkmal hochladen | Häuslerhaus und Scheune | Bernsbacher Straße 9 (Karte)             | um 1800                         | Traditionelles ländliches Wohnhaus von baugeschichtlicher und sozialgeschichtlicher Bedeutung, auch ortsentwicklungsgeschichtlich relevant. - Wohnhaus: Zweigeschossig, Erdgeschoss massiv verputzt, Obergeschoss vermutlich Fachwerk verputzt bzw. verbrettert, hintere Traufseite Anbau ohne Denkmalwert, an rückwärtiger Traufseite ein sechsteiliges Schiebefenster aus Erbauungszeit, Satteldach teilweise mit Schieferdeckung, - Scheune: Eingeschossig mit Drempel, Fachwerk verbrettert, Satteldach. | 09299521 |
| Direkt Bild zu diesem Denkmal hochladen | Wohnhaus in offener Bebauung, mit Anbau                                                                                             | Bernsbacher Straße 14 (Karte)            | urkundlich nach 1667 (Wohnhaus) | Niedriges eingeschossiges Wohnhaus mit Umgebinde sowie zweigeschossiger Anbau mit Fachwerk-Obergeschoss, wohl altes Gärtneranwesen, eines der wenigen Gebäude mit erhaltener Umgebindekonstruktion, große hausgeschichtliche Bedeutung. Durch sein hohes Alter und die wertvolle Bausubstanz sowie die Authentizität beider Hausteile erlangen diese eine große hausgeschichtliche Bedeutung. LfD/2012. Ältere Haushälfte vermutlich 1667 -> s. Beyer. Ortschronik: „Das Garten- bzw. Mundhaus ist auf einer Baustatt samt Flecklein Erde, die vom Erbgut des Bruders S. Hecker für 17 Gulden 7 Gr. 1667 käuflich erworben wurde, errichtet worden.“, eingeschossig, heute zumindest teilweise massiv, an rechter Seite Umgebinde 2/2 Joche, Spannriegel, geblattete Kopfbänder, Stube eingerückt (s. F. Delitz „Umgebinde im Überblick“ S. 99), Blockstube erhalten, späterer zweigeschossiger Anbau um 1900, Erdgeschoss massiv verputzt, Obergeschoss Fachwerk verbrettert bzw. verkleidet, Satteldach. | 09299522 |
| Direkt Bild zu diesem Denkmal hochladen | Villa | Bockweg 2 (Karte)                        | 1913                            | Putzbau mit Zierfachwerk und Bleiglasfenstern, baugeschichtlich von Bedeutung. Zweigeschossig, Ecke turmartiger Erker und Zierfachwerk, an städtebaulich dominanter Lage, im Inneren: originaler Kachelofen aus Erbauungszeit sowie Türen. | 09299609 |
| Direkt Bild zu diesem Denkmal hochladen | Wohnhaus in offener Bebauung | Bockweg 3 (Karte)                        | um 1935                         | Putzbau im Heimatstil, baugeschichtlich von Bedeutung. Zweigeschossig, Putzbau, großer Kubus mit schiefergedecktem Walmdach, zweiflüglige Kastenfenster mit Holzfensterläden, Sockel und Einfassungsmauer Naturstein-Schichtmauerwerk, im Kellergeschoss Garage. | 09299523 |
| Direkt Bild zu diesem Denkmal hochladen | Wohnstallhaus, Seitengebäude und Hofpflasterung eines Dreiseithofes                                                                 | Bockweg 9 (Karte)                        | bez. 1826                       | Wohnstallhaus mit nördlichem Stallanbau in Fachwerkbauweise, Hofanlage von großer baugeschichtlicher und heimatgeschichtlicher Bedeutung. - Wohnstallhaus: Erdgeschoss massiv verputzt, Türportal mit Schlussstein bezeichnet „E. F. 1826“, Obergeschoss Fachwerk verkleidet bzw. verbrettert, Krüppelwalmdach, im Inneren Kreuzgratgewölbe, nördlicher Stallanbau, - Seitengebäude: Verputzter Bruchsteinbau, Schlussstein über Toreinfahrt bezeichnet „E. F. 1837“, Toreinfahrt mit Korbbogen abschließend, schlitzartige liegende Fenster mit Fenstereinfassungen aus Porphyrtuff im Erdgeschoss und Obergeschoss – vermutlich als Lagergebäude errichtet, - Scheune: Zweigeschossig mit Drempel, Erdgeschoss massiv, Obergeschoss und Drempel einfaches Fachwerk, um 1900 verputzt, flachgeneigtes Satteldach, Abbruch 2015 festgestellt. Im Ursprung war das Gut ein Halblehngut der achten Hufe der Erstbesiedlung von um 1200, nach 1800 vom Unternehmer Friedrich erworben, Ausbau des Gutes anschließend als Produktionsstätte zur Löffelherstellung, es dokumentiert damit die Übergangsphase von der reinen Handwerksproduktion zur industriellen Fertigung, in den Gebäuden wurden Löffel hergestellt und verzinnt sowie gelagert, Das Seitengebäude ist hausgeschichtlich bemerkenswert. Der Bau ist wertvoll aufgrund seiner singulären Bauweise (Fensterformate). | 09299524 |
| Direkt Bild zu diesem Denkmal hochladen | Villa mit Einfriedung | Frankstraße 2 (Karte)                    | um 1905                         | Putzfassade mit Standerker, baugeschichtliche Bedeutung. Zweigeschossiger massiver Putzbau mit rustikalem Sockel, Krüppelwalmdach, gegiebelter erkerartiger Vorbau, Ecktürmchen, innen Farbglasfenster und zeitgenössischer Türrahmen. | 08967698 |
| Weitere Bilder                          | Ehemalige Beamten- und Arbeiterkonsumanstalt der Metallfabrik Frankonia (heute Nebengebäude der Schule) sowie seitliche Toreinfahrt | Frankstraße 9 (Karte)                    | 1918                            | Aufwändiger Putzbau im Reformstil mit barockisierender Formensprache, von geschichtlicher und baukünstlerischer Bedeutung. Zweigeschossig, Longitudinalbau, gekoppelte Fenster, annähernd mittig repräsentativer zurückgesetzter Eingang mit Rundbogen abschließend, Pilastergliederung, Fassade geschmückt mit Medaillons (Büsten – fast vollplastisch) sowie Wappenkartuschen, neben Haus große Toreinfahrt mit kassettierten zweiflügligem Rundbogentor, bemerkenswerter schmiedeeiserner Ausleger (Schild nicht erhalten) neben Hauseingang, im Inneren nur Vertäfelungen erhalten, ursprünglich Speiseraum für Angestellte und Arbeiter sowie Verkaufsstelle, heute Nebengebäude der Schule. | 09299525 |
| Direkt Bild zu diesem Denkmal hochladen | Villa mit angebauter Garage, Villengarten, Gartenpavillon, Gartentreppe und Toreinfahrt                                             | Frankstraße 27 (Karte)                   | um 1930                         | Repräsentative Fabrikantenvilla mit Resten der Ausstattung, baugeschichtlich, ortsgeschichtlich und gartenkünstlerisch von Bedeutung. Bauherren: Fabrikantenfamilie Nier, ein- oder zweigeschossiger Putzbau auf unregelmäßigem Grundriss mit Vor- und Rücksprüngen der Fassade, Veranden, Balkone, steiles Satteldach mit Schieferdeckung, Giebeldreiecke verschindelt, Ziermauern und Terrassenmauern Naturstein in Schichtmauerwerk, Gartenpavillon Holzkonstruktion mit Pyramidenhelm, im Inneren der Villa Stuckdecke mit Kranichen, Holzvertäfelung, originale Türen mit Bierlasurmalerei, originale Holztreppe mit Holzgeländer, Fenster sowie Gitter, repräsentative Eingangsgestaltung, heute Hotel „Villa Theodor“. | 09299526 |
| Direkt Bild zu diesem Denkmal hochladen | Villa mit angebautem Nebengebäude und Garage sowie Villengarten                                                                     | Frankstraße 29 (Karte)                   | um 1930                         | Repräsentatives, durch den Heimatstil beeinflusstes Bauensemble, baugeschichtlich, ortsgeschichtlich und gartenkünstlerisch von Bedeutung. - Villa: unregelmäßiger Grundriss, solider Putzbau mit Natursteinsockel, Madenputz, steiles Satteldach, auch Seitenflügel bzw. Anbau mit Satteldach, Haus- und Terrasseneingänge mit teilweise repräsentativen Treppenanlagen, Giebeldreiecke ursprünglich mit Verschindelung, heute verbrettert, ebenso Obergeschoss des Anbaus, Innenausstattung: Parkett, Holztreppe, im Erdgeschoss Kassettendecke mit Malerei (unter anderem Jagdmotive), Füllungstüren mit floralen Motiven, im Erdgeschoss drei Bleiglasfenster mit Darstellung Kurfürst Johann der Erste von Sachsen, Pirkheymer und Herzog Friedrich von Sachsen, freie Kopien nach Albrecht Dürer, * Nebengebäude: Eingeschossig, L-förmiger Grundriss, Natursteinmauerwerk, Satteldach mit unterschiedlichen Neigungen, Eingang gebogene Natursteinmauern verbunden mit Natursteinpfosten, diese bekrönt von Steinkugeln, - Reste der Gartenanlage unterhalb des Hauses mit Großgrün und Resten der Wegeführung. | 09299527 |
| Direkt Bild zu diesem Denkmal hochladen | Transformatorenhaus | Frankstraße 29 (gegenüber) (Karte)       | um 1930                         | Nahezu quadratischer Natursteinbau mit Pyramidendach von technikgeschichtlicher Bedeutung. Eingeschossig, Kubus mit Pyramidenhelm, schlichter, landschaftsangepasster Bau, diente der Stromversorgung der Nier-Villen und des dort befindlichen Pumpwerkes. | 09299528 |
| Direkt Bild zu diesem Denkmal hochladen | Villa (Nr. 24), Bedienstetenwohnhaus (Nr. 26) mit Garage und Gartenlaube sowie Stützmauer                                           | Geschwister-Scholl-Straße 24; 26 (Karte) | um 1930                         | Klar gegliederte, vom Heimatstil geprägte Fabrikantenvilla mit gleichartig gestaltetem Bedienstetenwohnhaus, baugeschichtlich und ortsgeschichtlich von Bedeutung. - Villa: Zweigeschossiger Putzbau auf längsrechteckigem Grundriss, sachliche Fassadengliederung, im Erdgeschoss Gartenseite Fensterumrahmungen mit waagerechter Verdachung, im Obergeschoss Fensterläden mit Lamellen, Giebel verschindelt, geschweiftes schiefergedecktes Satteldach, - Bedienstetenwohnhaus: Zweigeschossiger Putzbau mit Garage, Satteldach mit Schieferdeckung, - Im Garten Holzpavillon mit hohem Walmdach (ursprünglich mit Strohdeckung). | 09299529 |
| Direkt Bild zu diesem Denkmal hochladen | Doppelwohnhaus in offener Bebauung                                                                                                  | Kantstraße 5; 7 (Karte)                  | um 1930                         | Zeittypischer Putzbau von baugeschichtlichem Wert. Zweigeschossiger Putzbau mit geschweiftem Walmdach mit Schieferdeckung, Fassade gegliedert durch regelmäßig angeordnete Rundbogen- (Erdgeschoss) und Rechteckfenster (Obergeschoss), Fensterbankgesims im Obergeschoss, Klappläden, Hauseingänge seitlich im Treppenhausvorbau, Hauseingänge mit einflügligen Rundbogentüren, diese mit Glaseinsätzen mit geschweiften Sprossen. | 09299531 |
| Weitere Bilder                          | Schule | Pestalozzistraße 1 (Karte)               | 1911/1912                       | Ehemalige Volksschule, repräsentatives Gebäude mit Reformstilelementen der Zeit um 1910, baugeschichtlich, ortsgeschichtlich und straßenbildprägend von Bedeutung. Eingeweiht am 19. Oktober 1912, dreigeschossiger Bau auf längsrechteckigem Grundriss, zweites Obergeschoss heute mit Schieferverkleidung, Sockel Natursteinmauerwerk, großer klar gegliederter Putzbau mit schiefergedecktem Walmdach und Uhrenturm (Dachreiter) mit Glockenhelm, ehemalige Inschrift Volks-Schule nicht erhalten, Eingang in der Mitte der Traufseite mit Überdachung, diese gestützt von Säulen. | 09299533 |
| Weitere Bilder                          | Peter-Pauls-Kirche, Kirchhof und Pfarrhof: Pfarrhaus                                                                                | Pfarrweg 2 (Karte)                       | laut Akten 1716                 | Stattlicher Fachwerkbau von baugeschichtlicher, ortshistorischer und ortsbildprägender Bedeutung – Einzeldenkmale der Sachgesamtheit (siehe auch Sachgesamtheit 09305959). Neben der alten Peter-Paul-Kirche stehend, ursprünglich Bauerngut, Erdgeschoss massiv verputzt mit massivem Eingangsvorbau (nach 1900), Obergeschoss Fachwerk mit Eckstreben, schmale Gefache, profilierte Schwelle, Giebel verschindelt bzw. verschiefert, Satteldach, im Inneren 68 Quadratmeter großer Saal mit Balkendecke, Türportal zum Kirchhof mit Ohrung und Schlussstein. | 09299535 |
| Weitere Bilder                          | Sachgesamtheit Peter-Pauls-Kirche, Kirchhof und Pfarrhof                                                                            | Pfarrweg 2; 4 (Karte)                    | 17./18. Jahrhundert             | Ortsbildprägendes Ensemble von baugeschichtlicher und ortsgeschichtlicher Bedeutung, mit folgenden Einzeldenkmalen: - Kirche mit Ausstattung (später Begräbniskirche), - 11 Grabmale und Kirchhofseinfriedung (siehe Einzeldenkmale 09299544), - Pfarrhaus (siehe Einzeldenkmal 09299535), - Kirchhof und Luthereiche am Pfarrweg (Gartendenkmale) – am Pfarrweg vor dem Kirchhof eine zirka 400 Jahre alte Luthereiche (Garten- und Naturdenkmal), - sowie Kirchhof und Pfarrhof als Sachgesamtheitsteile. Grabmale an der Peter-Paul-Kirche und auf dem Gelände des alten Kirchhofes: - 1. Grabmal Christiane Friedericke Köhler, Marmor (?), bezeichnet 1817, - 2. Sandsteingrabmal Carl Friedrich ? an der südlichen Kirchenwand, schlank aufragender Mittelteil mit zwei seitlichen Postamenten mit je einer Figur (ohne Kopf), 2. Hälfte 18. Jahrhundert, Inschrift nicht lesbar, - 3. Sandsteingrabmal an der südlichen Kirchenwand mit zwei Kartuschen und seitlichen Putten, 18. Jahrhundert, - 4. Sandsteingrabmal an der südlichen Kirchenwand mit Urne, Ende 18. Jahrhundert, - 5. zwei Sandsteingrabmale an der westlichen Kirchenwand, das Rechte bezeichnet 1759, das Linke Grabmal Christian Heinrich ? (1698–1760), - 6. Sandsteingrabmal für die Schwestern Clara Dorothea und Christiana Friderica Friedrich, gestorben 1762, - 7. Sandsteingrabmal Familie Gottfried Heinrich (?) Friedrich, - 8. Grabmal Arthur Nier, um 1914, Grabplatte mit Erzgebirgsmotiv, ortsgeschichtlich, personengeschichtlich und handwerklich bedeutsam. An der zur Kirche gewandten Seite der Kirchhofsmauer befinden sich eine Reihe kleiner, in den Putz eingelassener Grabmale (keine Einzeldenkmale). | 09305959 |
| Weitere Bilder                          | Einzeldenkmale der Sachgesamtheit Peter-Pauls-Kirche, Kirchhof und Pfarrhof                                                         | Pfarrweg 4 (Karte)                       | um 1230                         | Schlichte Saalkirche romanischen Ursprungs, baugeschichtlich, kunstgeschichtlich und ortsgeschichtlich von Bedeutung. Vermutlich romanischen Ursprungs, 1607 nach Norden erweitert, Erneuerung und Anbau im Süden 1768, Restaurierungen: 1830 (innen), 1909 (außen) und seit 1995, verputzter Bruchsteinbau mit steilem Satteldach und oktogonalem Dachreiter mit geschweifter Haube, im Inneren: umlaufende Emporen mit Betstübchen, Brüstungsfelder bemalt, schlichter Renaissancebeichtstuhl, Renaissanceretabel von 1680 wurde 1768 zum Kanzelaltar umgebaut, Holztaufe von 1830, Donatiorgel von 1728 mit barockem Prospekt, verschiedene Grabdenkmäler (s. Dehio 1998, S. 61f.). Grabmale siehe oben bei Sachgesamtheit. | 09299544 |
| Direkt Bild zu diesem Denkmal hochladen | Scheune und Einfriedung mit Toreinfahrt eines Bauernhofes                                                                           | Pfarrweg 5 (Karte)                       | um 1800                         | Markantes Bauwerk nahe der Peter-Paul-Kirche, baugeschichtlich von Bedeutung. - Scheune: Erdgeschoss Bruchsteinmauerwerk – teilweise Fachwerk, Dachgeschoss Ziegelmauerwerk – um 1900, Satteldach, - Einfriedung: Bruchsteinmauer mit rundbogiger Pforte und erneuerter Abdeckung. | 09299611 |
| Direkt Bild zu diesem Denkmal hochladen | Ehemaliges Ledigenheim (heute Wohnhaus)                                                                                             | Richterstraße 30 (Karte)                 | 1924                            | Errichtet als Ledigenheim für Arbeiterinnen des Fabrikanten Nier, heute Wohnhaus und kulturell/gewerbliche Nutzung, repräsentativer Bau von ortsgeschichtlicher und ortsbildprägender Bedeutung. Dreigeschossiger Bau auf längsrechteckigem Grundriss, leicht abgewinkelt, hohes Sockelgeschoss Natursteinmauerwerk, Erdgeschoss und erstes Obergeschoss verputzt, zweites Obergeschoss Holzverkleidung, Walmdach mit regelmäßig angeordneten Gauben mit Satteldach, kleiner Dachreiter mit Pyramidenhelm, von Hermann Nier für ledige Arbeiterinnen gebaut, am 13. Dezember 1924 geweiht, auf südlichem Gutsgelände der Firma, Eingang überdacht von Holzbalkon auf Pfeilern, darüber zweigeschossiger Erker auf dreieckigem Grundriss. | 09299537 |
| Direkt Bild zu diesem Denkmal hochladen | Mietshaus in offener Bebauung | Untere Viehtrift 2 (Karte)               | um 1905                         | Städtebaulich dominanter Putzbau von baugeschichtlichem und straßenbildprägendem Wert. Zweigeschossiges Eckhaus der Gründerzeit, plastische Fassadenausbildung, kräftiges Gurtgesims, Fenstereinfassungen und Bekrönungen der Fenster, an Ecke eingeschossiger Dachausbau (turmartige Ausbildung) mit Pyramidenstumpf als Dach, im Dachbereich Gauben integriert mit spitzem Helm und Schwebegiebel, andere Gauben Krüppelwalmdächer mit Schwebegiebel. | 09299538 |
| Direkt Bild zu diesem Denkmal hochladen | Wohnhaus in offener Bebauung | Waschleither Straße 2 (Karte)            | um 1895, evtl. älter            | Gut erhaltener Gründerzeitbau mit originaler Putzgliederung von städtebaulichem und baugeschichtlichem Wert. Zweigeschossig, längsrechteckiger Grundriss, Ecken mit Putzquaderung im Erdgeschoss, Eckpilaster, kräftiges Gurtgesims, in Mitte Traufseite Hauseingang, erstes Obergeschoss waagerechte Fensterverdachung sowie Fenstergewände, Sohlbänke auf Kragsteinen, flachgeneigtes Satteldach, einfache Gauben mit Satteldach. | 09299539 |
| Direkt Bild zu diesem Denkmal hochladen | Wohnhaus in offener Bebauung | Wernergässel 1 (Karte)                   | um 1905                         | Markanter Putzbau mit Eckladen und Zierfachwerk, baugeschichtlich von Bedeutung. Zweigeschossiger Eckbau, im Erdgeschoss Laden an Ecke, Rundbogen- und Segmentbogenfenster, Haustür und Ladentür mit Segmentbogen abschließend, Gurtgesims, Ecke dreigeschossig – im Giebelbereich Zierfachwerk teilweise mit geschweiften Streben, originale aufwändige einflüglige Ladentür mit Glaseinsatz, Walmdach, guter Originalzustand. | 09299540 |
| Direkt Bild zu diesem Denkmal hochladen | Wohnhaus in offener Bebauung | Wernergässel 4 (Karte)                   | um 1905                         | Zeittypischer Klinkerbau, baugeschichtlich von Bedeutung. Eingeschossig, Mittelrisalit mit Dacherker, Fenstereinfassungen, Fenster alle erneuert, über Fenstern Blendbögen mit Muschelornamenten, Hauseingang seitlich mit Blechdach auf schmiedeeiserner Tragkonstruktion, Walmdach, im Inneren originale Wohnungs- und Zimmertüren, Stuckdecken. | 09299542 |

## Waschleithe
| Bild                                    | Bezeichnung                                                                     | Lage                           | Datierung                 | Beschreibung | ID       |
| --------------------------------------- | ------------------------------------------------------------------------------- | ------------------------------ | ------------------------- | --- | -------- |
| Weitere Bilder                          | Straßenbrücke                                                                   | Am Fürstenberg (Karte)         | bezeichnet 1861           | Einjochige Steinbogenbrücke mit Bruchsteinbrüstungsmauern von technikgeschichtlicher und verkehrsgeschichtlicher Bedeutung. Brücke über den Oswaldbach gegenüber der Dudelskirche, an Brüstung auf der Flussseite Steintafel mit eingemeißelter Schrift: „Erbaut von der Comm. Grünhain im Jahre 1861“ | 09299546 |
| Weitere Bilder                          | Ehemaliges Kindererholungsheim mit Einfriedung                                  | Am Fürstenberg 1 (Karte)       | 1926                      | Vom Heimatstil beeinflusstes Bauensemble von künstlerischer, sozialgeschichtlicher und baugeschichtlicher Bedeutung. Auf Grundmauern des ehemaligen Marmorwerkes errichtet, Erdgeschoss Natursteinmauerwerk mit Spitzbogenfenstern, Obergeschoss Blockbauweise mit vorgeblendeter Umgebindekonstruktion, Giebeldreiecke mit diagonaler Holzverschalung, steiles geschweiftes Satteldach mit großem Dachhecht, Dach mit zweifarbigem Schiefer gedeckt, Im Inneren: originale Türen und Treppe, Terrasse mit Garagen, Stützmauern, Einfriedung mit Pforte aus Naturstein, Baumeister Fritz Adler, Schwarzenberg.                          | 09299550 |
|                                         | Schau- und Lehrbergwerk                                                         | Am Fürstenberg 6 (Karte)       | 1705 Förderbeginn         | Museale Einrichtung auf dem Gelände der ehemaligen Erzgruben „Frisch Glück“ und „Herkule“s sowie des ehemaligen Marmorwerkes von technikgeschichtlicher und regionalgeschichtlicher Bedeutung. | 09299549 |
| Weitere Bilder                          | Gasthaus „Köhlerhütte Fürstenbrunn“ und überdachte Gartenterrasse (Gartenlokal) | Am Fürstenberg 7 (Karte)       | 1838 Köhlerhütte          | Ursprünglich Aufsichtshaus für das Denkmal zur Erinnerung an den Prinzenraub mit Schankkonzession, Blockhaus mit Umgebindekonstruktion in singulärer Gestaltung sowie Gartenlokal von großer ortsgeschichtlicher und baugeschichtlicher Bedeutung. Gartenrestaurant: überdachte Gartenterrasse aus Baumstämmen und Astwerk mit Satteldach, um 1900. | 09299547 |
|                                         | Gedenkstein zur Erinnerung an den Prinzenraub von 1455                          | Am Fürstenberg 7 (bei) (Karte) | bez. 1822                 | Ortshistorisch bedeutsamer Natursteinobelisk. Obelisk aus Natursteinquadern mit Inschrifttafel: „Fürstenbrunn./Hier wurde/ Prinz Albrecht, Ahnherr des Kgl. Sächs: Fürstenhauses./ am 8. Juli 1455./ durch den Köhler Georg Schmidt./ hernach Triller genannt./ aus Kunzens von Kauffungen Räuberhand gerettet./ Angebracht am 8. Juli 1822.“ | 09299548 |
| Direkt Bild zu diesem Denkmal hochladen | Wohnhaus und Scheune eines Gehöfts                                              | Beierfelder Straße 17 (Karte)  |                           | | 09299551 |
| Direkt Bild zu diesem Denkmal hochladen | Wohnstallhaus und Scheune eines Winkelhofes                                     | Hinterdorfer Straße 20 (Karte) | urkundlich 1701           | Weitgehend original erhaltenes Fachwerkhaus, ortsbildprägendes Bauensemble von baugeschichtlichem und heimatgeschichtlichem Wert. - Wohnhaus: Zweigeschossig, Erdgeschoss Bruchsteinmauerwerk verputzt, Obergeschoss Fachwerk engstielig und strebenreich, nördlicher Giebel im Obergeschoss verbrettert mit Heuaufzug, im Obergeschoss über Hauseingang Tür, Satteldach, - Scheune: Im rechten Winkel zum Wohnhaus stehend, zweigeschossig, Fachwerk verbrettert, Satteldach, zwischen Wohnhaus und Scheune überdachter Übergang über die Hinterdorfer Straße, Datierung „1721“ an Dielenbalken, der bei Umbau wieder eingebaut wurde. | 09299553 |
|                                         | Ruine einer Wallfahrtskirche („Dudelskirche“)                                   | Talstraße (Karte)              | 1515                      | Spätgotischer Sakralbau, landschaftsprägende Ruine von geschichtlicher Bedeutung. An der ehemaligen Passstraße Grünhain-Raschau-Rittersgrün stehend, Mauerreste einer ehemaligen spätgotischen Wallfahrtskirche, nach Reformation nach 1533 aufgegeben, dadurch Verfall, Name leitet sich ab von „Dult“-Jahrmarktsfest, Umfassungsmauern von sieben Metern Höhe noch erhalten. | 09299545 |
| Direkt Bild zu diesem Denkmal hochladen | Häuslerhaus mit integriertem Scheunenteil                                       | Talstraße 45 (Karte)           | 2. Hälfte 19. Jahrhundert | Traditionelles Fachwerkhaus von ortsbildprägender und baugeschichtlicher Bedeutung. Zweigeschossig, Erdgeschoss massiv, großes hölzernes Scheunentor im Wirtschaftsteil, Obergeschoss einfaches Ständerfachwerk mit Eckstreben, flachgeneigtes Satteldach, nördlicher Giebel verbrettert, durch unmittelbare Straßenlage prägend für Ortsbild. | 09299555 |